# Scott Kosar
Scott Kosar est un scénariste et producteur américain, connu pour avoir travaillé sur des films tels que The Machinist et les remakes Massacre à la tronçonneuse et Amityville.

## Biographie
Kosar écrit le scénario de The Machinist alors qu'il participe au programme de scénarisation d'études supérieures à la UCLA School of Theater, Film and Television. À sa sortie en 2004, le film est remarqué, notamment grâce à la perte de poids impressionnante de son acteur principal, Christian Bale, qui perd vingt-huit kilos pour son rôle. Le film est très bien reçu par la critique.
Durant le laps de temps nécessaire à la production de ce premier film, Kosar se retrouve attaché au projet du remake du film culte Massacre à la tronçonneuse de Tobe Hooper. Intéressé par le scénario de The Machinist, Michael Bay, le producteur du remake, s'intéresse à Kosar et l'engage, sous la direction de Marcus Nispel. À sa sortie le 17 octobre 2003 en Amérique du Nord, Massacre à la tronçonneuse est un grand succès dans les 3018 salles de cinéma dans lequel il est diffuser. Malgré un total de 80 571 655 $ récoltés rien que dans son pays natal, l'œuvre est mal reçue par la critique, souffrant beaucoup de la comparaison avec le film original. Cependant, le film reçoit en 2004 le prix du meilleur film d'horreur aux Teen Choice Awards,,.
Fort de ce succès commercial, Kosar travaille une nouvelle fois avec la société de production de Michael Bay, Platinum Dunes, pour un nouveau remake : Amityville, cette fois-ci réalisé par Andrew Douglas. Une nouvelle fois, ce film est un succès commercial à sa sortie en 2005 avec 65 233 369 $ engrangés rien qu'aux États-Unis et plus de 108 047 131 $ mais déçoit la critique. En 2010, le scénariste écrit l'histoire du remake The Crazies réalisé par Breck Eisner puis devient producteur sur les séries télévisées Bates Motel et The Haunting of Hill House.

## Filmographie

### Scénariste
| Année       | Œuvre                      | Titre original                              | Réalisateur                  | Note |
| ----------- | -------------------------- | ------------------------------------------- | ---------------------------- | ---- |
| 2003        | Massacre à la tronçonneuse | The Texas Chainsaw Massacre                 | Marcus Nispel                | Film |
| 2004        | The Machinist              |                                             | Brad Anderson                | Film |
| 2005        | Amityville                 | Andrew Douglas                              |                              | Film |
| 2010        | The Crazies                | Breck Eisner                                |                              | Film |
| 2015 - 2017 | Bates Motel                | Anthony Cipriano, Carlton Cuse, Kerry Ehrin | Série télévisée - 3 épisodes |      |
| 2017        | The Black Ghiandola        | Catherine Hardwicke et Theodore Melfi       | Court-métrage                |      |
| 2018        | The Hauting of Hill House  | Mike Flanagan                               | Série télévisée - 1 épisode  |      |
| 2020        | Monsterland                | N / A                                       | Série télévisée - 1 épisode  |      |

### Producteur
| Année       | Œuvre                     | Titre original | Réalisateur                                 | Note        |
| ----------- | ------------------------- | -------------- | ------------------------------------------- | ----------- |
| 2015 - 2017 | Bates Motel               |                | Anthony Cipriano, Carlton Cuse, Kerry Ehrin | 30 épisodes |
| 2018        | The Hauting of Hill House | Mike Flanagan  | 10 épisodes                                 |             |